# دروازه آلمودوار
دروازه آلمودوار (انگلیسی: Gate of Almodóvar) یک دروازه با منشأ عربی است که دسترسی به داخل دیوارهای رومی شهر کوردوبا، اسپانیا را فراهم می‌کرد. نام آن از جاده‌ی قدیمی گرفته شده است که این دروازه را به شهر المدور دل ریو، در حدود ۲۳ کیلومتری کوردوبا، متصل می‌کرد. در دوره‌ی مسلمانان نیز با نام‌های دیگری مانند دروازه نوجال  یا دروازه باداخوس شناخته می‌شد.